# Осовцов, Александр Авраамович
Алекса́ндр Авраа́мович Осовцо́в (род. 19 июля 1957, Ленинград, РСФСР, СССР) — российский политический деятель, философ, преподаватель, научный редактор. Депутат ГД РФ первого созыва, депутат Национальной Ассамблеи Российской Федерации, член Федерального политсовета движения «Солидарность», кандидат философских наук, профессор философии.

## Биография
Родился 19 июля 1957 года в Ленинграде. Окончил философский факультет ЛГУ имени А. А. Жданова (1979), аспирантуру ИФАН (1985). Кандидат философских наук (1986; тема диссертации: «Принцип причинности в диалектической логике»).
В 1979—1982 годах преподавал философию в высших учебных заведениях. В 1981 году переехал в Москву. После окончания аспирантуры с 1986 по 1990 год работал научным редактором редакции философской литературы в издательстве «Наука», а затем — научным редактором в журнале «Человек».
В 1990—1993 годах — народный депутат Моссовета, был председателем комиссии Моссовета по социальной политике. С 1992 — профессор Международного университета в Москве. Входил в состав совета представителей (с 1990), координационного совета (с 1992) движения «Демократическая Россия».
В 1993 был избран депутатом ГД РФ первого созыва от Перовского избирательного округа города Москвы. В 1994—1995 — заместитель председателя Комитета Государственной думы по труду и социальной поддержке. Член фракции «Выбор России». В марте 1994 года — член инициативной группы по созданию партии Демократический выбор России (ДВР), избран членом политсовета партии. В 1995 году баллотировался в Государственную думу по списку блока «Демократический выбор России — Объединённые демократы», в 2003 году баллотировался в Госдуму по списку «Яблока».
В 1996—2002 — советник холдинга «Группа Мост» и ЗАО «Медиа-Мост», исполнительный вице-президент Российского еврейского конгресса (президентом в этот период был В. А. Гусинский). Был членом федерального совета партии «Демократический выбор России», с августа 2001 по июнь 2002 года — председатель исполкома московской организации СПС. С июня 2002 года — член федерального совета партии «Яблоко». С февраля 2002 по 2006 год — директор программ региональной общественной организации «Открытая Россия», возглавлявшейся М. Б. Ходорковским. В период, когда ректором РГГУ был Леонид Невзлин, являлся секретарём попечительского совета университета.
С 2006 года работал в «Другой России», членом бюро федерального совета Объединённого гражданского фронта. Участник Маршей несогласных, проходивших в России с 2006 по 2008 год. В декабре 2008 года на учредительном съезде оппозиционного Объединённого Демократического Движения «Солидарность» избран в Федеральный политсовет движения. За Александра Осовцова проголосовали 117 делегатов съезда.
В июне 2013 года возглавил московский штаб партии «Гражданская Платформа». В 2014 году был уволен с данной должности.
Выступает против политики России относительно Украины, в частности, против войны на Донбассе. По мнению Осовцова, «те, кто начинает обсуждение этой темы не со слов „аннексия должна быть прекращена, Россия должна уйти из Крыма“, а с любой формы обоснования иного подхода, всякий, кто ищет не способы уйти, а причины не уходить — есть сторонник оккупантов и продолжения агрессивной войны».
С марта 2017 года по настоящее время проживает в Иерусалиме (Израиль).

## Семья
Женат, двое детей.

## Сочинения
- Осовцов А., Яковенко И. Еврейский народ в России: кто, как и зачем к нему принадлежит. — М.: Дом еврейской книги, 2011. — 256 с.